# ۲۶ آبان
۲۶ آبان دویست و چهل و دومین روز سال در گاه‌شماری خورشیدی است. به پایان سال ۱۲۳ روز (۱۲۴ روز در سال کبیسه) باقی‌است.

## مناسبت‌ها
- اوج سالانه بارش شهابی اسدی
- روز خودکفایی گندم.[۱]

## رویدادها
- ۵۲۵ - آغاز ساختمان مسجد گوهرشاد در مشهد به دستور گوهرشاد
- ۱۳۶۰ - عملیات سوسنگرد
- ۱۳۶۶ - انجام پنجمین عملیات هوایی عراق، برای نابودی نیروگاه اتمی بوشهر
- ۱۳۹۴ - رقابت ۲۶ آبان ۱۳۹۴ تیم ملی فوتبال ایران با تیم ملی فوتبال گوام در مرحله مقدماتی جام جهانی فوتبال ۲۰۱۸ (آسیا) و جام ملت‌های آسیا ۲۰۱۹
- ۱۳۹۸ - اعتراضات سراسری مردمی علیه افزایش قیمت بنزین و تورم
- ۱۴۰۱ - آتش‌سوزی خانه سید روح‌الله خمینی در خمین در خیزش ۱۴۰۱ ایران

## زادروزها
- ۱۳۲۱ - همایون کاتوزیان،تاریخدان ،نویسنده و ایرانشناش
- ۱۳۲۹ - محمد شمس لنگرودی (محمد تقی جواهری گیلانی)، شاعر، پژوهشگر، بازیگر، خواننده و مورخ ادبی.
- ۱۳۳۱- یدالله صمدی، کارگردان، فیلمنامه نویس و تهیه کننده
- ۱۳۵۲ - حامد بهداد، بازیگر
- ۱۳۷۷ - میثم صالحی، بازیکن والیبال

## درگذشت‌ها
- ۱۳۴۷ - ابراهیم پورداوود، ایران‌شناس معاصر، اوستاشناس، نخستین مترجم فارسی اوستا و استاد فرهنگ ایران باستان و زبان اوستایی در دانشگاه تهران
- ۱۳۸۶ - حامد دامنی، نماینده مجلس و روحانی اهل سنت ایرانی
- ۱۳۹۸ - برهان منصورنیا، یکی از جان‌باختگان اعتراضات آبان ۱۳۹۸ ایران
- ۱۳۹۸ - نوید بهبودی، یکی از جان‌باختگان اعتراضات آبان ۱۳۹۸ ایران
- ۱۳۹۸ - ناصر رضایی، یکی از جان‌باختگان اعتراضات آبان ۱۳۹۸ ایران
- ۱۳۹۸ - فرهاد مجدم، یکی از جان‌باختگان اعتراضات آبان ۱۳۹۸ ایران
- ۱۳۹۸ - وحید دامور، یکی از جان‌باختگان اعتراضات آبان ۱۳۹۸ ایران
- ۱۳۹۸ - فرشاد حاجی‌پور میلاسی، یکی از جان‌باختگان اعتراضات آبان ۱۳۹۸ ایران
- ۱۳۹۸ - محمدجواد عابدی، یکی از جان‌باختگان اعتراضات آبان ۱۳۹۸ ایران
- ۱۳۹۸ - پوریا ناصری‌خواه، یکی از جان‌باختگان اعتراضات آبان ۱۳۹۸ ایران
- ۱۳۹۸ - کمال فرجی، یکی از جان‌باختگان اعتراضات آبان ۱۳۹۸ ایران
- ۱۳۹۸ - رضا معظمی گودرزی، یکی از جان‌باختگان اعتراضات آبان ۱۳۹۸ ایران
- ۱۳۹۸ - ساسان عیدی‌وندی،، یکی از جان‌باختگان اعتراضات آبان ۱۳۹۸ ایران
- ۱۳۹۸ - پژمان قلی‌پور ملاطی، یکی از جان‌باختگان اعتراضات آبان ۱۳۹۸ ایران
- ۱۳۹۸ - امیر الوندی‌مهر، یکی از جان‌باختگان اعتراضات آبان ۱۳۹۸ ایران
- ۱۳۹۸ - بهمن جعفری، یکی از جان‌باختگان اعتراضات آبان ۱۳۹۸ ایران
- ۱۳۹۸ - محمد طاهری، یکی از کشته‌شدگان اعتراضات آبان ۱۳۹۸ ایران
- ۱۳۹۸ - مهرداد معین‌فر، یکی از کشته‌شدگان اعتراضات آبان ۱۳۹۸ ایران
- ۱۴۰۰ - محسن مجتهد شبستری، نماینده ولی فقیه در استان آذربایجان شرقی